# دارن کمبل
دارن کمبل (انگلیسی: Darren Campbell؛ ‏تلفظ نام‌خانوادگی: ‎/ˈkæmbəl/‎؛ ‏ زادهٔ ۱۲ سپتامبر ۱۹۷۳) یک بازیکن فوتبال اهل بریتانیا است.